# Цанети (Бергамо)
Цанети је насеље у Италији у округу Бергамо, региону Ломбардија.
Према процени из 2011. у насељу је живело 105 становника. Насеље се налази на надморској висини од 969 м.